# Festival Verdi

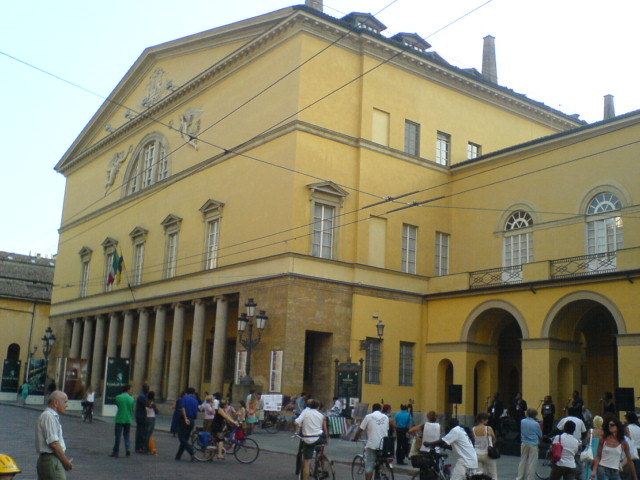
Il Teatro Regio di Parma

Il Festival Verdi (talvolta, soprattutto in passato, Verdi Festival) è un importante festival musicale italiano di opera lirica. Si tiene tutti gli anni nel mese di ottobre (mese di nascita di Verdi)  a Parma, Busseto e nelle terre verdiane.
Il Festival è stato fondato a metà degli anni ottanta ed ha avuto luogo fino al 1993. Nel 2001 è stato reintrodotto in occasione delle Celebrazioni Nazionali del Centenario Verdiano e proposto annualmente nel periodo tardo-primaverile; dal 2007 va in scena tra settembre e ottobre.
Obiettivo attuale degli organizzatori del Festival è quello di allestire e registrare in alta definizione l'intera opera verdiana entro il 2013, anno delle Celebrazioni Nazionali del Bicentenario Verdiano.
Il Festival non consta solo di opere liriche ma anche di concerti, recital e altri generi di spettacolo che hanno luogo a Reggio Emilia, Fidenza, Fontanellato, Fontevivo, Torrechiara, Genova e Parma e Busseto stesse.
A Roma, da febbraio a giugno 2001, Michele Montereali riceve il conferimento del logo ufficiale del "Comitato Nazionale Celebrazioni Verdiane" per l'ideazione, produzione ed organizzazione di eventi dedicati al centenario del grande compositore. Il programma generale si sviluppa con un calendario di concerti, un tour didattico all'interno delle scuole provinciali (dibattiti, proiezione, sedute di ascolto, esecuzioni musicali didattiche), un seminario presso l'Università di Tor Vergata aperto agli studenti universitari di tutte le facoltà, un concorso rivolto agli studenti sul tema "Giuseppe Verdi ed il Risorgimento", una mostra itinerante, una rassegna di formazioni corali e polifoniche presenti nell'area provinciale.